# Мурманский нефтепровод
Му́рманский нефтепрово́д — проект системы магистральных нефтепроводов, связывающей месторождения нефти Западной Сибири с морским портом Мурманск. Проектная мощность этого нефтепровода — 80 млн тонн нефти в год
.
Реализация указанного проекта позволит экспортировать российскую нефть через незамерзающий глубоководный порт Мурманск, который может принимать супертанкеры дедвейтом 300 тыс. тонн. Это делает рентабельным экспорт нефти на рынки Северной и Южной Америки, а также позволяет обойти естественное ограничение для существующих маршрутов экспорта нефти в виде Датских проливов, проливов Босфор и Дарданеллы или транзитных государств
.

## История проекта
В ноябре 2002 года российские нефтяные компании Лукойл, ЮКОС, ТНК и Сибнефть — подписали меморандум о намерении строительства экспортного нефтепровода Западная Сибирь — Мурманск. Однако из-за отрицательного отношения Правительства Российской Федерации к появлению частных трубопроводов реализация проекта заморожена по настоящее время.
С 2003 года в проекте участвует компания Транснефть, которая рассматривает в качестве альтернативы нефтепровод по маршруту Харьяга-Индига мощностью 50 млн тонн нефти в год.

## Возможные маршруты
1. В обход Белого моря. От месторождений Западной Сибири в район Ухты и далее вдоль нефтепровода Ухта-Ярославль до НПС Нюксеница, и далее на северо-запад, огибая Белое море с юга, к Мурманску. Протяженность маршрута — 3600 км. Предварительная стоимость проекта — $4,5 млрд[2].
2. Через Белое море. От месторождений Западной Сибири в район Усинск, далее нефтепровод должен пересечь Белое море по дну и далее до Мурманска. Протяженность маршрута — 2500 км. Предварительная стоимость проекта — $3,4 млрд[2].

Трубопроводный тариф в период окупаемости для первого маршрута предполагался на уровне $24,1 за тонну, для второго — $19,7.

## Перспективы
В ближайшей перспективе проект не будет реализован по следующим причинам:
- В России не ожидается резкий рост добычи нефти, что ограничивает возможности её экспорта.
- Реализуются альтернативные маршруты экспорта нефти, прежде всего Восточный нефтепровод, а также расширение мощностей нефтепровода Каспийского трубопроводного консорциума со строительством Трансбалканского трубопровода, что позволяет обойти узкое место в виде проливов Босфор и Дарданеллы.

Вместе с тем, в дальней перспективе возможна реализация Мурманского нефтепровода по экономическим и/или политическим соображениям.